# Principado de Transilvania (1711-1867)
El Principado de Transilvania, desde 1765 el Gran Principado de Transilvania, fue un reino de la Corona húngara y desde 1804 fue una tierra de la corona austríaca gobernada por los monarcas Habsburgo y Habsburgo-Lorena de la monarquía de los Habsburgo (más tarde Imperio austríaco ). Después de que los otomanos fueron expulsados de la mayor parte de los territorios del Reino medieval de Hungría y tras el fracaso de la guerra de Independencia de Rákóczi (1703-1711), la dinastía Habsburgo reclamó los antiguos territorios del Principado de Transilvania en virtud de su título de " Rey de Hungría ". Durante la Revolución Húngara de 1848, el gobierno húngaro proclamó la unión con Transilvania en las Leyes de Abril de 1848 (después de la confirmación de la Dieta de Transilvania el 30 de mayo y la aprobación del rey el 10 de junio para que Transilvania volver a ser parte integrante de Hungría). Después del fracaso de la revolución, la Constitución de marzo de Austria decretó que el Principado de Transilvania sería una tierra de la corona separada y completamente independiente de Hungría. En 1867, como resultado del Compromiso Austro-Húngaro, el principado se reunió con Hungría propiamente dicha.[cita requerida]

## Historia

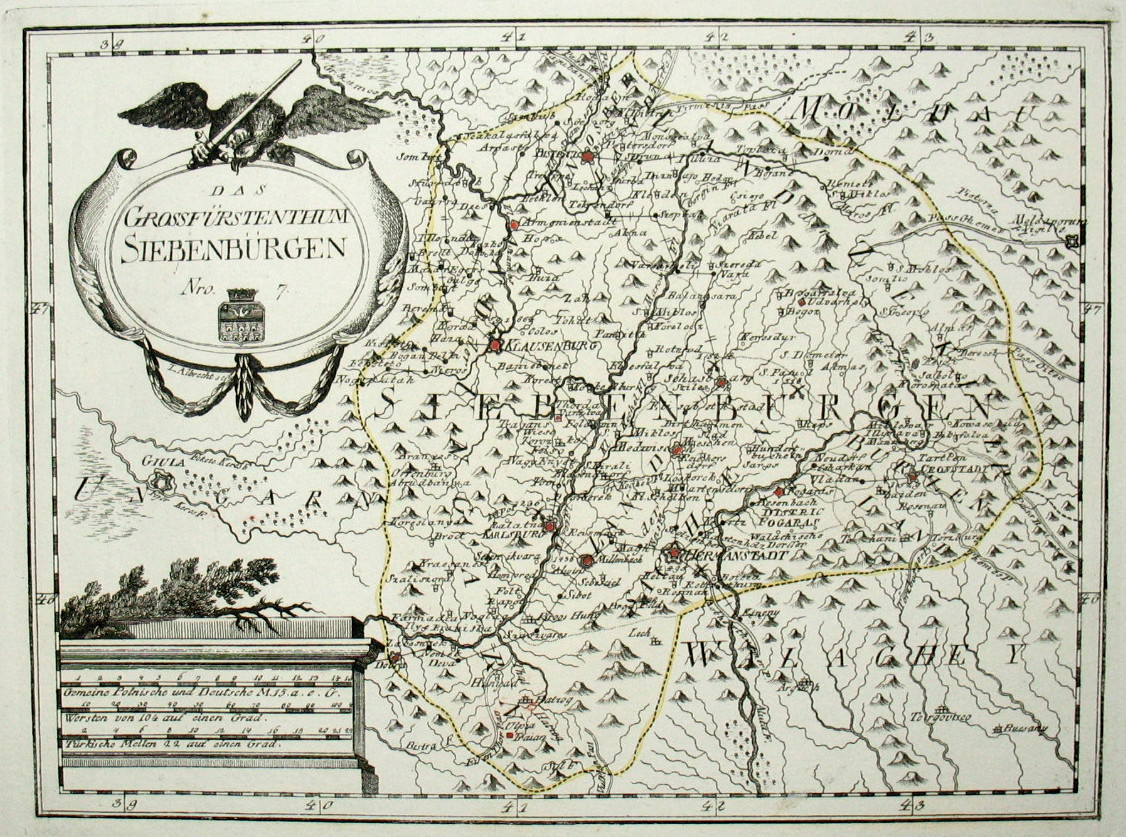
Gran Principado de Transilvania en 1791

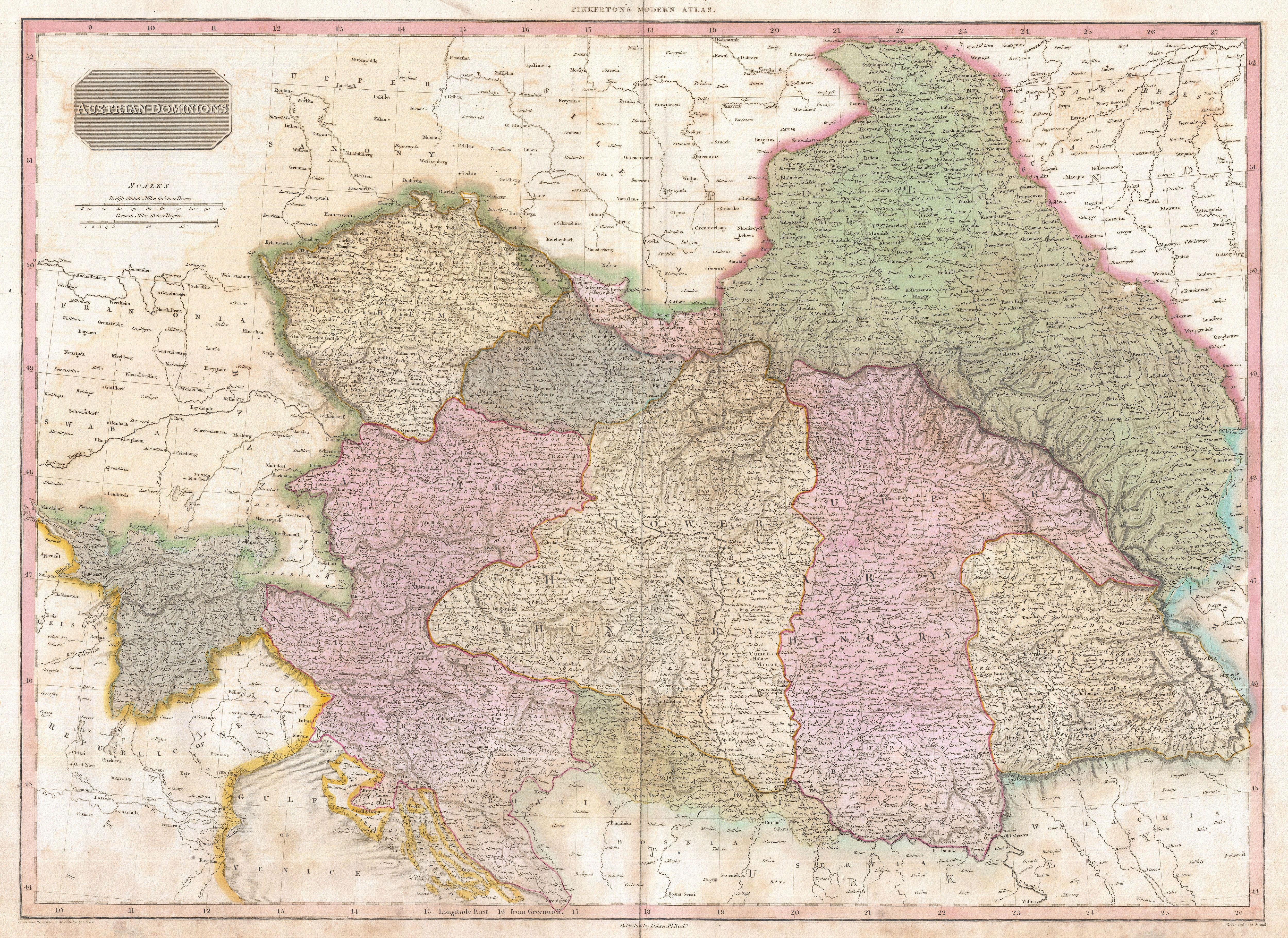
Transilvania (en amarillo - lado derecho) en un mapa de los distritos militares de la Monarquía de los Habsburgo (mapa de 1818 que muestra la situación a finales de la década de 1790)

En la Gran Guerra Turca, el emperador Leopoldo I de Habsburgo había ocupado el principado otomano vasallo de Transilvania y obligó al príncipe Miguel I Apafi a reconocer su señorío en su calidad de rey de Hungría. Tras la muerte de Apafi en 1690, el emperador Leopoldo decretó el Diploma Leopoldinum, que afiliaba el territorio de Transilvania a la monarquía de los Habsburgo . En 1697, el hijo y heredero de Miguel, el príncipe Miguel II Apafi, finalmente renunció a Transilvania en favor de Leopoldo; la transferencia a las tierras de los Habsburgo fue confirmada por el Tratado de Karlowitz de 1699 entre la Santa Liga y el Imperio Otomano.[cita requerida]
Después del fracaso de la guerra de Independencia de Rákóczi, se concluyó la Paz de Szatmár en 1711, se consolidó el control de los Habsburgo sobre Transilvania y los Príncipes de Transilvania fueron reemplazados por gobernadores imperiales de los Habsburgo. En 1765 María Teresa y su hijo, el emperador José II, proclamaron el Gran Principado de Transilvania, consolidando el estatus especial e independiente de Transilvania dentro de la Monarquía de los Habsburgo, establecido por el Diploma Leopoldinum en 1691.[cita requerida]
Aproximadamente a partir de 1734, el sur de Transilvania se convirtió en la zona de asentamiento de los Landler de Transilvania de habla alemana expulsados, criptoprotestantes de las tierras hereditarias de los Habsburgo de Alta Austria, Estiria y Carintia, que fueron exiliados al puesto de avanzada más oriental de la Monarquía de los Habsburgo. La zona alrededor de Sibiu (Hermannstadt) había sido colonizada por los sajones de Transilvania desde la época medieval; aquí los Landler tuvieron que establecerse en regiones devastadas durante la Gran Guerra Turca.[cita requerida]
La mayoría de la población de Transilvania era rumana, muchos de ellos campesinos que trabajaban para los magnates húngaros en las precarias condiciones de servidumbre . Sin embargo, la revuelta de Horea, Cloșca y Crișan de 1784 y todas las demandas de igualdad política fueron en vano.[cita requerida]
Durante las revoluciones de 1848, los insurgentes húngaros pidieron la reunificación de Transilvania con Hungría (con la oposición de los revolucionarios rumanos (valacos) liderados por Avram Iancu), pero también la abolición de la servidumbre. Las Leyes de Abril de 1848 proclamaron la reunificación, pero después de que la revuelta húngara fuera aplastada, Transilvania permaneció bajo administración militar durante varios años, y la Constitución de marzo de Austria definió el Principado de Transilvania como una tierra de la corona separada y completamente independiente de Hungría.
En 1853, la frontera militar de Transilvania, que existía desde 1762, fue abolida y nuevamente incorporada a Transilvania.[cita requerida]
La Dieta de Transilvania de 1863-1864 convocada en Sibiu (la primera reunión del órgano de gobierno de Transilvania después de la Revolución de 1848) proclamó que la nación, la lengua y los cultos rumanos ( griego-católicos y ortodoxos orientales ) debían ser elevados al mismo rango que los de las demás naciones, garantizando así a los rumanos total igualdad de derechos con el resto de los habitantes de Transilvania. Además, fue en esta ocasión cuando los rumanos obtuvieron por primera vez la mayoría relativa de escaños en la Dieta de Transilvania, siguiendo un reglamento liberal provisional (rumanos: 48 diputados para 1.300.913 habitantes o un diputado para 28.280 personas; húngaros: 44 diputados para 568.172 habitantes o un diputado para 12.913 personas; sajones: 33 diputados para 204.031 habitantes o un diputado para 6.370 personas).
En septiembre de 1865, el emperador, que ahora buscaba una reconciliación con los húngaros en medio de la apremiante crisis militar y económica de Austria, disolvió la Dieta de Sibiu y convocó una nueva dieta en Cluj, elegida según una regulación electoral diferente, que favorecía enormemente a los húngaros. lado. El 19 de noviembre de 1865, esta nueva Dieta de Transilvania votó a favor de la afiliación a Hungría. Con el posterior Compromiso Austro-Húngaro ( Ausgleich ), el estatus autónomo de siglos de duración de la nobleza húngara, Székelys y los sajones de Transilvania terminó y el Gran Principado de Transilvania se incorporó a Hungría propiamente dicha dentro de la Monarquía Dual, codificada el 6 de diciembre de 1868.
Tras el Compromiso, el 3 de mayo de 1868, durante una asamblea popular a la que asistieron unos 60.000 campesinos de toda Transilvania, los representantes de los rumanos de Transilvania emitieron el Pronunciamiento Blaj, una declaración política contra el sistema de gobierno húngaro que acabó con el antiguo régimen de Transilvania. autonomía. Pidió la autonomía de Transilvania, la reapertura de su Dieta sobre la base de la representación proporcional y el reconocimiento de las leyes aprobadas por la Dieta de Sibiu. Precisó que los rumanos no reconocían el Parlamento de Hungría ni su derecho a dictar leyes para Transilvania. Al mismo tiempo, el documento expresaba los principios de la doctrina pasiva de negarse a reconocer las instituciones húngaras y boicotear la vida política del país.[cita requerida]

## Fronteras
Antes de su abolición en 1867, el Principado de Transilvania limitaba con el Reino Habsburgo de Hungría al noroeste y al oeste, el Ducado Habsburgo de Bucovina al noreste, la Frontera Militar de los Habsburgo al suroeste y los Principados Unidos de Moldavia y Valaquia al sur. y este.[cita requerida]